# Alison Brown
Alison Brown (Hartford, 7 agosto 1962) è una suonatrice di banjo, chitarrista e cantautrice statunitense.

## Discografia
- 1990 – Simple Pleasures
- 1992 – Twilight Motel
- 1994 – Look Left
- 1996 – Quartet
- 1998 – Out of the Blue
- 2000 – Fair Weather
- 2002 – Replay
- 2002 – Best of the Vanguard Years
- 2005 – Stolen Moments
- 2007 – Vanguard Visionaries
- 2008 – Evergreen
- 2009 – The Company You Keep
- 2015 – The Song of the Banjo